# Sunrise (bài hát của GFriend)
"Sunrise" (tiếng Hàn: 해야; Romaja: Haeya) là một bài hát của nhóm nhạc nữ Hàn Quốc GFriend trong album phòng thu thứ hai của nhóm, Time for Us (2019). Bài hát được phát hành vào ngày 14 tháng 1 năm 2019, thông qua Source Music. Nó cũng được phát hành dưới dạng đĩa đơn tiếng Nhật thứ hai của nhóm và sau đó được đưa vào album phòng thu tiếng Nhật đầu tay của nhóm, Fallin' Light (2019).

## Mô tả
Bài hát được viết và sản xuất bởi Noh Joo-hwan và Lee Won-jong.

## Phiên bản tiếng Nhật
Phiên bản tiếng Nhật của "Sunrise" là đĩa đơn thứ hai của GFriend tại Nhật Bản, được phát hành ngày 13 tháng 2 năm 2019 bởi King Records.

## Bảng xếp hạng
| Bảng xếp hạng (2019)                            | Vị trí cao nhất |
| ----------------------------------------------- | --------------- |
| Nhật Bản (Oricon)                               | 11              |
| Nhật Bản (Japan Hot 100)                        | 50              |
| Hàn Quốc (Gaon)                                 | 12              |
| Hàn Quốc (K-pop Hot 100)                        | 10              |
| Bài hát kỹ thuật số thế giới Hoa Kỳ (Billboard) | 25              |

| Bảng xếp hạng (2019) | Vị trí cao nhất |
| -------------------- | --------------- |
| Hàn Quốc (Gaon)      | 149             |